# Campionati africani di atletica leggera 2008
I Campionati africani di atletica leggera 2008 sono stati la 16ª edizione dei Campionati africani di atletica leggera. La manifestazione si è svolta dal 30 aprile al 4 maggio presso lo Stadio Addis Abeba di Addis Abeba, in Etiopia.

## Partecipazione
Alla manifestazione si sono iscritti un totale di 543 atleti rappresentanti 42 nazioni. Di seguito l'elenco delle nazioni partecipanti con il numero degli atleti indicato tra parentesi:
- Algeria (11)
- Benin (3)
- Botswana (14)
- Burkina Faso (10)
- Burundi (7)
- Camerun (22)
- Capo Verde (1)
- Ciad (10)
- Comore (1)
- Costa d'Avorio (10)
- Egitto (18)
- Etiopia (86)
- Gabon (1)
- Gambia (5)

- Ghana (22)
- Gibuti (6)
- Guinea (9)
- Kenya (39)
- Lesotho (3)
- Liberia (4)
- Madagascar (1)
- Malawi (2)
- Mali (10)
- Marocco (29)
- Mauritius (9)
- Mozambico (5)
- Namibia (7)
- Nigeria (45)

- Rep. Centrafricana (1)
- Rep. del Congo (7)
- RD del Congo (9)
- Ruanda (13)
- Senegal (12)
- Seychelles (2)
- Somalia (8)
- Sudafrica (55)
- Sudan (15)
- Tanzania (4)
- Togo (5)
- Tunisia (12)
- Uganda (7)
- Zambia (3)

## Medagliati

### Uomini
| Specialità | Oro                                                                  | Prestazione | Argento                                                                   | Prestazione | Bronzo                                                                       | Prestazione |
| Corse piane |                                                                      |             |                                                                           |             |                                                                              |             |
| 100 m | Olusoji Fasuba                                                       | 10"10       | Uchenna Emedolu                                                           | 10"21       | Hannes Dreyer                                                                | 10"24       |
| 200 m | Thuso Mpuang                                                         | 20"53       | Stéphan Buckland                                                          | 20"62       | Fanuel Kenosi                                                                | 20"72       |
| 400 m | Nagmeldin Ali Abubakr                                                | 45"64       | Isaac Makwala                                                             | 45"64       | James Godday                                                                 | 45"77       |
| 800 m | David Rudisha                                                        | 1'44"20     | Ismail Ahmed Ismail                                                       | 1'45"41     | Asbel Kiprop                                                                 | 1'46"02     |
| 1 500 m | Haron Keitany                                                        | 3'43"47     | Gideon Gathimba                                                           | 3'43"53     | Juan van Deventer                                                            | 3'43"63     |
| 5 000 m | Kenenisa Bekele                                                      | 13'49"67    | Isaac Kiprono Songok                                                      | 13'49"91    | Ali Abdosh                                                                   | 13'50"64    |
| 10 000 m | Gebregziabher Gebremariam                                            | 28'17"11    | Ibrahim Jeilan                                                            | 28'30"66    | Eshetu Wondemu                                                               | 28'56"36    |
| Corse a ostacoli |                                                                      |             |                                                                           |             |                                                                              |             |
| 110 hs | Hennie Kotze                                                         | 13"95       | Samuel Okon                                                               | 14"08       | Selim Nurudeen                                                               | 14"27       |
| 400 hs | L.J. van Zyl                                                         | 48"91       | Abderahmane Hammadi                                                       | 49"84       | Ibrahima Maïga                                                               | 49"84       |
| 3 000 siepi | Richard Mateelong                                                    | 8'31"61     | Michael Kipyego                                                           | 8'32"94     | Willy Komen                                                                  | 8'41"98     |
| Prove su strada |                                                                      |             |                                                                           |             |                                                                              |             |
| Marcia 20 km | Moahmed Ameur                                                        | 1h22'55"    | Hichem Medjeber                                                           | 1h23'29"    | Hassanine Sebei                                                              | 1h23'58"    |
| Salti |                                                                      |             |                                                                           |             |                                                                              |             |
| Salto in alto | Kabelo Kgosiemang                                                    | 2,34 m      | Mohammed Benhadja                                                         | 2,18 m      | Boubacar Séré                                                                | 2,18 m      |
| Salto con l'asta | Mouhsin Cheouari                                                     | 4,80 m      | Larbi Bourrada                                                            | 4,50 m      | Willem Coertzen                                                              | 4,00 m      |
| Salto in lungo | Yahya Berrabah                                                       | 8,04 m      | Jonathan Chimier                                                          | 7,99 m      | Stephan Louw                                                                 | 7,98 m      |
| Salto triplo | Ndiss Kaba Badji                                                     | 17,07 m     | Hugo Mamba-Schlick                                                        | 16,92 m     | Tarik Bouguetaïb                                                             | 16,82 m     |
| Lanci |                                                                      |             |                                                                           |             |                                                                              |             |
| Getto del peso | Abdu Moaty Moustafa                                                  | 18,06 m     | Yasser Ibrahim Farag                                                      | 17,39 m     | Janus Robberts                                                               | 16,44 m     |
| Lancio del disco | Hannes Hopley                                                        | 56,98 m     | Yasser Ibrahim Farag                                                      | 56,06 m     | Nabil Kiram                                                                  | 52,99 m     |
| Lancio del giavellotto | Mohamed Ali Kebabou                                                  | 74,20 m     | Kenechukwu Ezeofor                                                        | 72,53 m     | Sammy Keskeny                                                                | 69,84 m     |
| Lancio del martello | Chris Harmse                                                         | 77,72 m     | Mostafa El Gamel                                                          | 69,70 m     | Ahmed Abd El Raouf                                                           | 68,15 m     |
| Prove multiple |                                                                      |             |                                                                           |             |                                                                              |             |
| Decathlon | Larbi Bourrada                                                       | 7 574 p.    | Willem Coertzen                                                           | 7 374 p.    | Boualem Lamri                                                                | 6 919 p.    |
| Staffette |                                                                      |             |                                                                           |             |                                                                              |             |
| Staffetta 4×100 m | Sudafrica Hannes Dreyer Corné du Plessis Sergio Mullins Thuso Mpuang | 38"75       | Ghana Togoh Victor Akrong Allah Laryea Seth Amoo Eric Nkansah             | 40"30       | Camerun Idrissa Adam François Belinga Alain Olivier Nyounai Joseph Batangdon | 40"60       |
| Staffetta 4×400 m | Sudafrica Pieter Smith Ockert Cilliers Sibusiso Sishi L.J. van Zyl   | 3'03"58     | Sudan Rabah Yusif Nagmeldin Ali Abubakr Ismail Ahmed Ismail Abubaker Kaki | 3'04"00     | Senegal Mamadou Kassé Hann Seth Mbow Mamadou Gueye Nouha Badji               | 3'05"93     |
| record mondiale; record mondiale stagionale; record africano; record dei campionati; record nazionale; record personale; record personale stagionale. |                                                                      |             |                                                                           |             |                                                                              |             |

### Donne
| Specialità | Oro                                                                      | Prestazione | Argento                                                         | Prestazione | Bronzo                                                                   | Prestazione |
| Corse piane |                                                                          |             |                                                                 |             |                                                                          |             |
| 100 m | Oludamola Osayomi                                                        | 11"22       | Vida Anim                                                       | 11"43       | Delphine Atangana                                                        | 11"46       |
| 200 m | Isabel Le Roux                                                           | 22"69       | Kadiatou Camara                                                 | 22"70       | Oludamola Osayomi                                                        | 22"83       |
| 400 m | Amantle Montsho                                                          | 49"83       | Folashade Abugan                                                | 50"89       | Racheal Nachula                                                          | 51"39       |
| 800 m | Pamela Jelimo                                                            | 1'58"70     | Maria Mutola                                                    | 2'00"47     | Agnes Samaria                                                            | 2'00"62     |
| 1 500 m | Gelete Burka                                                             | 4'08"25     | Maskerem Assefa                                                 | 4'10"40     | Agnes Samaria                                                            | 4'13"91     |
| 5 000 m | Meselech Melkamu                                                         | 15'49"81    | Meseret Defar                                                   | 15'50"19    | Grace Momanyi                                                            | 15'50"19    |
| 10 000 m | Tirunesh Dibaba                                                          | 32'49"08    | Ejegayehu Dibaba                                                | 32'50"36    | Wude Ayalew                                                              | 32'55"17    |
| Corse a ostacoli |                                                                          |             |                                                                 |             |                                                                          |             |
| 100 hs | Fatmata Fofanah                                                          | 13"10       | Olutoyin Augustus                                               | 13"12       | Carole Kaboud Mebam                                                      | 13"52       |
| 400 hs | Ajoke Odumosu                                                            | 55"92       | Lamia El Habz                                                   | 56"07       | Aïssata Soulama                                                          | 56"13       |
| 3 000 siepi | Zemzem Ahmed                                                             | 9'44"58     | Mekdes Bekele                                                   | 9'59"52     | Ruth Bosibori                                                            | 10'00"18    |
| Prove su strada |                                                                          |             |                                                                 |             |                                                                          |             |
| Marcia 20 km | Grace Wanjiru                                                            | 1h39'50"    | Ararissa Abissa Asnakch                                         | 1h40'12"    | Mary Njoki                                                               | 1h41'15"    |
| Salti |                                                                          |             |                                                                 |             |                                                                          |             |
| Salto in alto | Anika Smit                                                               | 1,88 m      | Marcoleen Pretorius                                             | 1,84 m      | Marizca Gertenbach                                                       | 1,84 m      |
| Salto con l'asta | Leila Ben Youssef                                                        | 4,00 m      | Nisrine Dinar                                                   | 3,80 m      | Laetitia Berthier-Four                                                   | 3,70 m      |
| Salto in lungo | Janice Josephs                                                           | 6,64 m      | Chinaza Amadi                                                   | 6,31 m      | Patricia Soman                                                           | 6,13 m      |
| Salto triplo | Françoise Mbango Etone                                                   | 14,76 m     | Yamilé Aldama                                                   | 14,36 m     | Chinonye Ohadugha                                                        | 14,14 m     |
| Lanci |                                                                          |             |                                                                 |             |                                                                          |             |
| Getto del peso | Vivian Chukwuemeka                                                       | 17,50 m     | Kasey Onmuchekwa                                                | 16,29 m     | Veronica Abrahamse                                                       | 16,00 m     |
| Lancio del disco | Elizna Naudé                                                             | 55,34 m     | Kazai Suzanne Kragbé                                            | 49,52 m     | Simoné du Toit                                                           | 47,10 m     |
| Lancio del giavellotto | Sunette Viljoen                                                          | 55,17 m     | Lindy Leveau-Agricole                                           | 52,92 m     | Hana'a Hassan Omar                                                       | 52,32 m     |
| Lancio del martello | Marwa Hussein                                                            | 62,26 m     | Florence Ezeh                                                   | 61,26 m     | Funke Adeoye                                                             | 57,02 m     |
| Prove multiple |                                                                          |             |                                                                 |             |                                                                          |             |
| Eptathlon | Patience Okoro                                                           | 4 906 p.    | Florence Wasike                                                 | 4 867 p.    | Nadege Essama Foe                                                        | 4 470 p.    |
| Staffette |                                                                          |             |                                                                 |             |                                                                          |             |
| Staffetta 4×100 m | Nigeria Endurance Ojokolo Gloria Kemasuode Susan Akene Oludamola Osayomi | 43"79       | Ghana Gifty Addy Elizabeth Amolofo Esther Dankwah Vida Anim     | 44"12       | Sudafrica Tsholofelo Thipe Isabel Le Roux Christine Ras Geraldine Pillay | 44"28       |
| Staffetta 4×400 m | Nigeria Oluoma Nwoke Folashade Abugan Endurance Abinuwa Joy Eze          | 3'30"07     | Kenya Florence Wasike Charity Wandia Joyce Zakari Pamela Jelimo | 3'37"67     | Senegal Fatou Diabaye Mame Fatou Faye Maty Salame Souma Fatou            | 3'38"42     |
| record mondiale; record mondiale stagionale; record africano; record dei campionati; record nazionale; record personale; record personale stagionale. |                                                                          |             |                                                                 |             |                                                                          |             |

## Medagliere
| Posizione | Paese          | Oro | Argento | Bronzo | Totale |
| --------- | -------------- | --- | ------- | ------ | ------ |
| 1         | Sudafrica      | 12  | 2       | 8      | 22     |
| 2         | Nigeria        | 7   | 7       | 5      | 19     |
| 3         | Etiopia        | 6   | 6       | 3      | 15     |
| 4         | Kenya          | 5   | 5       | 6      | 16     |
| 5         | Algeria        | 2   | 4       | 1      | 7      |
| 6         | Egitto         | 2   | 3       | 2      | 7      |
| 7         | Marocco        | 2   | 2       | 2      | 6      |
| 8         | Botswana       | 2   | 1       | 1      | 4      |
| 9         | Tunisia        | 2   | 0       | 1      | 3      |
| 10        | Sudan          | 1   | 3       | 0      | 4      |
| 11        | Camerun        | 1   | 1       | 4      | 6      |
| 12        | Senegal        | 1   | 0       | 2      | 3      |
| 13        | Guinea         | 1   | 0       | 0      | 1      |
| 14        | Ghana          | 0   | 3       | 0      | 3      |
| 15        | Mauritius      | 0   | 2       | 0      | 2      |
| 16        | Costa d'Avorio | 0   | 1       | 1      | 2      |
| 16        | Mali           | 0   | 1       | 1      | 2      |
| 18        | Mozambico      | 0   | 1       | 0      | 1      |
| 18        | Seychelles     | 0   | 1       | 0      | 1      |
| 18        | Togo           | 0   | 1       | 0      | 1      |
| 21        | Namibia        | 0   | 0       | 3      | 3      |
| 22        | Burkina Faso   | 0   | 0       | 2      | 2      |
| 23        | Burundi        | 0   | 0       | 1      | 1      |
| 23        | Zambia         | 0   | 0       | 1      | 1      |
| Totale    | Totale         | 44  | 44      | 44     | 132    |